# Musca munroi
Musca munroi är en tvåvingeart som beskrevs av William Hampton Patton 1936. Musca munroi ingår i släktet Musca och familjen husflugor. Inga underarter finns listade i Catalogue of Life.